# Heinrich Wilhelm Dove
Heinrich Wilhelm Dove (Legnica, 6 oktober 1803 - 4 april 1879) was een Pruisisch fysicus en meteoroloog. Hij is tevens de vader van Alfred en Richard Dove.

## Biografie
Hij studeerde geschiedenis, filosofie, en natuurwetenschappen aan de universiteit van Breslau van 1821 tot 1824. Van 1824 tot 1826 studeerde hij aan de Universiteit van Berlijn. Hij werd assistent-professor in 1828 aan de Universiteit van Königsberg en in 1829 aan de Universiteit van Berlijn.
In 1845 werd hij professor aan de Humboldtuniversiteit van Berlijn waar hij tevens tot rector werd gekozen in 1858-1859 en opnieuw in 1871-1872. Hij werd directeur van het Pruisisch Meteorologisch Instituut in 1849.

## Realisaties
Hij publiceerde meer dan 300 artikels waarvan enkele over experimentele fysica. 
Daarnaast had hij ook een invloed op de meteorologie en wordt als een van de pioniers op het vlak van klimatologie beschouwd, samen met Alexander von Humboldt.
Hij ontdekte in 1828 dat een orkaan tegenwijzerzin draait op het noordelijk halfrond en wijzerzin op het het zuidelijk halfrond.
Hij ontdekte de techniek van binaural beats, waarbij er verschillende frequenties gespeeld worden voor elk oor apart waardoor een zweving ontstaat.
Hij onderzocht ook de verspreiding van warmte over het aardoppervlak, het klimaateffect en de resulterende groei van planten. Daarnaast was hij ook de eerste die de elektrische stroom mat die geproduceerd werd door een magnetisch veld.

## Eerbetoon
- Lid van de Royal Society, 1850
- Lid van de Pruisische Academie van Wetenschappen, 1837
- De Copley Medal in 1853
- De krater Dove op de maan is naar hem genoemd.
- Zijn naam is verbonden aan het omkeerprisma: Het Dove prisma keert het beeld om door interne weerkaatsing.